# Sphaerolaimus pacificus
Sphaerolaimus pacificus är en rundmaskart som beskrevs av Allgen 1947. Sphaerolaimus pacificus ingår i släktet Sphaerolaimus och familjen Sphaerolaimidae. Inga underarter finns listade i Catalogue of Life.